# كراي ستافروبول
كراي ستافروبول هي إحدى الكيانات الفدرالية في روسيا. وتحوي المدن والقرى التالية: بلاغودارني،
بوديونوفسك،
جورجييفسك،
إيباتوفو،
آيزوبيلني،
كيسلوفودسك،
لرمونتوف،
ميخايلوفسك،
مينيرالنايي فودي،
نفتكومسك،
نافينوميسك،
نوفوالكسندروفسك،
نوفوبافلوفسك،
بياتيغورسك،
ستافروبول،
سفتلوغراد،
ييسينتوكي،
زيلينوكومسك،
جيليزنوفودسك،
فيركنيروسكويي
تعرف بتواجد العرق التركماني فيها.

## أعلام
- أناتولي كوليكوف